# ISKディナ・モスクワ
ISKディナ・モスクワ（ロシア語: Императорский спортивный клуб «Дина»）は、ロシアのモスクワをホームタウンとするフットサルクラブである。

## 歴史
クラブは1991年8月22日にSKディナ（Спортивный клуб «Дина»）として創設された。2012年8月1日、ISKディナに改称した。クラブ名の「ДИНА」はアラビア語で「信仰」、ギリシャ語で「力」を意味する。クラブのエンブレムにはキリスト教の三位一体とロシア国旗の色数に対応する3色、強さの象徴であるアジュール、勝利（金）を表す黄色、永遠の信仰を表す緑色が使用されている。また、モスクワの栄光のシンボルであるツァーリ・プーシュカ、フットサルを表すサッカーボールが描かれている。
2014年、14シーズンぶりとなるロシア・フットサルスーパーリーグ優勝を果たした。2014-15シーズンにUEFAフットサルカップに初出場し、ファイナル4に進出した。

## 獲得タイトル
出典

### 国内
- CISフットサルスーパーリーグ：1回
  - 1992

- ロシア・フットサルスーパーリーグ：9回
  - 1992-93, 1993-94, 1994-95, 1995-96, 1996-97, 1997-98, 1998-99, 1999-2000, 2013-14

- ロシア・フットサルカップ：8回
  - 1992, 1993, 1995, 1996, 1997, 1998, 1999, 2017

- ロシア・フットサルリーグカップ：2回
  - 1993, 1995

### 国際
- フットサルヨーロッパクラブ選手権：3回
  - 1995, 1997, 1999

- フットサル・インターコンチネンタルカップ：1回
  - 1997